# Mariquita Quita (Cortometraje 2018)
Mariquita quita es un cortometraje mexicano de 2018. Escrito, dirigido y producido por Luz Jaimes, Rafael aparicio y CMedia Films. Está protagonizada por Dagoberto Gama, Patricio Salgado y Claudia Santiago. El cortometraje busca exhibir la importancia del maestro y cómo la música regional de México, sobre todo la creada en la Tierra Caliente de Guerrero es preciosa y poca gente la conoce porque sus mayores exponentes han muerto.
El cortometraje tuvo su estreno mundial en la 71.ª edición del Festival Internacional de Cine de Cannes.

## Sinopsis
Mariquita Quita, cuenta la historia de Miguel, un niño de campo en el estado de Guerrero, quien desea ser músico para tocar la canción que le da nombre al cortometraje. Su conflicto es que no sabe tocar el violín —ni tiene quien le enseñe—, lo cual da inicio a una corta aventura en la que se demuestra el espíritu dulce que se puede encontrar en un mexicano y el esfuerzo que alguien debe hacer para lograr su cometido.